# Космос-2336
Космос-2336 је један од преко 2400 совјетских вјештачких сателита лансираних у оквиру програма Космос.
Космос-2336 је лансиран са космодрома Плесецк, Русија, 20. децембра 1996. Ракета-носач Космос је поставила сателит у орбиту око планете Земље. 